# Deströyer 666
I Deströyer 666 sono un gruppo thrash/black metal australiano, formatosi nel 1994 con all'attivo cinque album in studio.
Il gruppo era inizialmente cominciato come progetto solista del leader K.K. Warslut, proveniente dal gruppo black/death metal Bestial Warlust.

## Lo stile
La loro musica consiste in un black metal che molto deve al sound di gruppi storici quali Hellhammer, Bathory, primi Sodom e Celtic Frost, dunque si tratta di un black metal ancorato al thrash metal.

## Formazione

### Formazione attuale
- K.K. Warslut – voce, chitarra (1994), basso (1994-1995, 2003)
- Matt Razor – basso (2003-)
- Mersus – batteria (2001-)

### Ex componenti

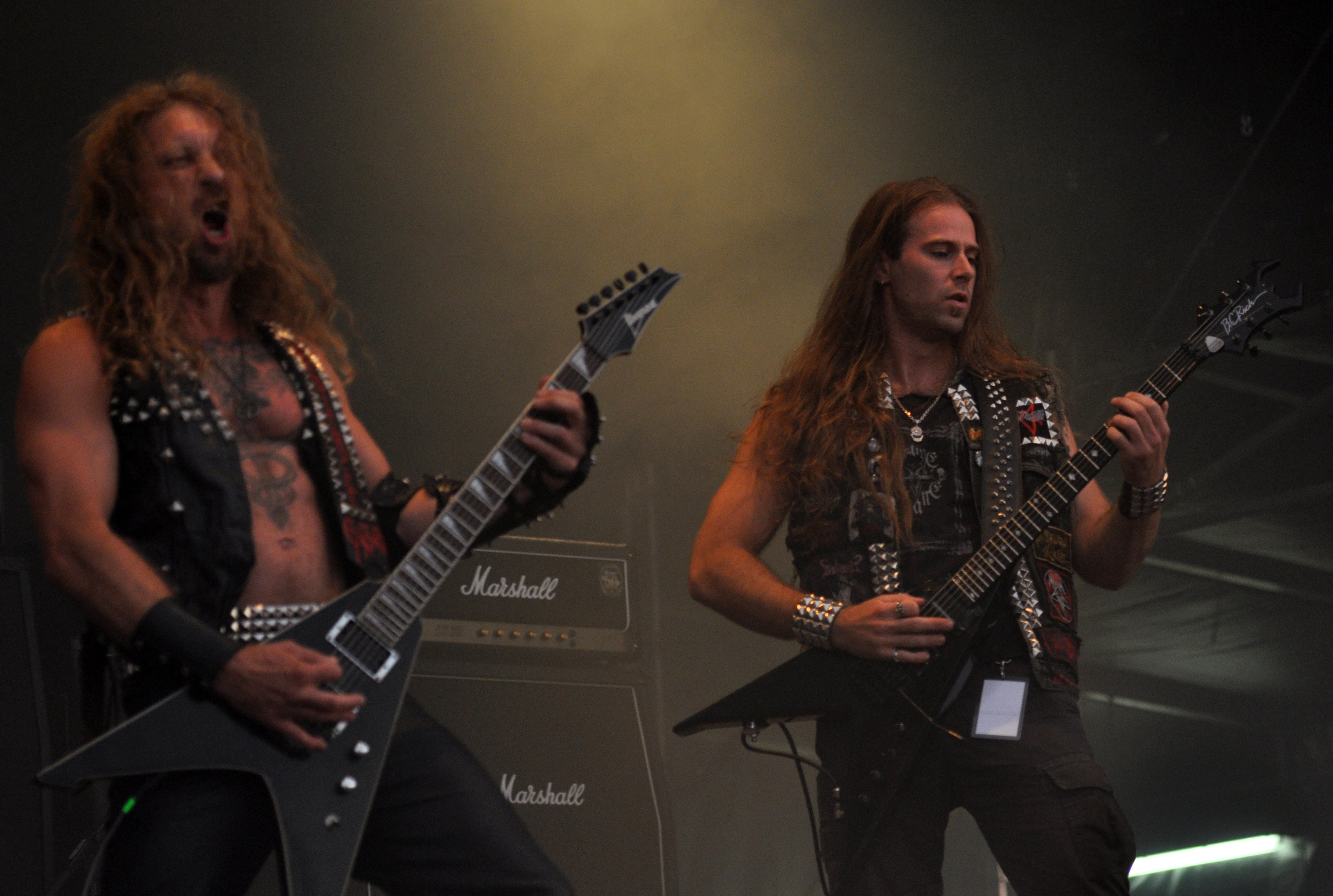
K.K. Warslut e R.C. al Party.San Metal Open Air 2013

- Shrapnel – chitarra, voce (1996-2012)
- Beast of Bladel – basso
- Bullet Eater – basso (1996-2000)
- Simon Berserker – basso, voce (2000-2003)
- Luke O'Mara – batteria
- Chris "Volcano" Broadway – batteria (1994-1995)
- Matt "Skitz" Sanders – batteria (1995)
- Ballistic 'Coz' Howitzer – batteria (1996-1998)
- Deceiver – batteria (1998-2000)
- Shane Rout – batteria (2000)
- Eric de Windt – batteria (2000-2001)

## Discografia

### Album in studio
- 1997 – Unchain the Wolves (Modern Invasion Music)
- 2000 – Phoenix Rising (Season of Mist)
- 2002 – Cold Steel... for an Iron Age (Season of Mist)
- 2009 – Defiance (Season of Mist)
- 2016 – Wildfire (Season of Mist)
- 2022 - Never Surrender (Season of Mist)

### Raccolte
- 2010 – To the Devil His Due (Kneel Before the Master's Throne Records)

### EP
- 1995 – Violence Is the Prince of This World (Modern Invasion Music)
- 1998 – Satanic Speed Metal (Merciless Records)
- 2000 – King of Kings / Lord of the Wild (The Ajna Offensive)
- 2002 – ...Of Wolves, Women & War (Satan's Retaliation Productions)
- 2003 – Terror Abraxas (Iron Pegasus Records)
- 2010 – See You in Hell (Invictus Productions)
- 2018 – Call of the Wild

### Demo
- 1994 – Six Songs with the Devil